# Arturo Galansino
Arturo Galansino (Nizza Monferrato, 1976) è uno storico dell'arte e critico d'arte italiano.
È curatore di mostre di livello internazionale e autore di saggi e articoli. Da marzo 2015 è il Direttore Generale della Fondazione Palazzo Strozzi di Firenze.

## Formazione
Nel 2002 consegue la Laurea in Lettere Moderne presso l'Università degli Studi di Milano. La tesi, sotto la direzione di Giovanni Agosti, approfondisce la fortuna critica di Caravaggio nel XX secolo, in modo particolare la retrospettiva curata da Roberto Longhi Caravaggio e i caravaggeschi del 1951 e il Dossier Caravage di André Berne-Joffroy. A seguito di questa ricerca, pubblica un saggio sulla rivista Prospettiva e la traduzione italiana del Dossier Caravage di Berne-Joffroy.
Tra il 2003 e il 2007 ottiene il dottorato di ricerca in Storia dell'Arte e della Critica presso l'Università degli Studi di Torino, sotto la guida di Giovanni Romano. La sua ricerca dottorale è incentrata sulla figura di Giovanni Previtali e sulla storia della critica d'arte italiana della seconda metà del XX secolo. Gli esiti delle sue ricerche vengono pubblicati su un'uscita monografica della rivista Prospettiva.
Tra il 2006 e il 2007 è ricercatore presso l'INHA (Institut national d'histoire de l'art) di Parigi sotto la direzione di Frédéric Cousinié e la guida di Michel Laclotte, studiando la riscoperta dei "Peintres de la réalité" (pittori della realtà), analizzando le mostre curate da Paul Jamot e Charles Sterling (Peintres de la Réalité, Orangerie, Parigi, 1934) e da Roberto Longhi (Pittori della realtà, Palazzo Reale, Milano, 1953).

## Esperienze internazionali
Nel 2008 Arturo Galansino entra nel team curatoriale del Museo del Louvre. Partecipa alla realizzazione della mostra Mantegna (2008, curata da Dominique Thiébaut e Giovanni Agosti) e Titien, Tintoret, Véronèse... Rivalités à Venise (2009, curata da Jean Habert e Vincent Delieuvin).
Nel 2010 diventa assistente curatore alla National Gallery di Londra e lavora ad alcune importanti mostre:
- Jan de Beer: Antwerp Mannerist (2011)[7];
- Leonardo da Vinci. Painter at court of Milan (2011, curata da Luke Syson)[8].

Tra il 2013 e il 2015 è curatore presso la Royal Academy of Arts di Londra. Cura le mostre:
- Renaissance Impressions. Chiaroscuro wood from Albertina and Georg Baselitz collection (2014)[9];
- Giovanni Battista Moroni (2014)[10];
- Rubens and his Legacy (2015)[11].

Arturo Galansino ha successivamente curato altre mostre in ambito nazionale e internazionale:
- In the Age of Giorgione, Royal Academy of Arts, Londra (2016)[12];
- Moroni: The Riches of Renaissance Portraiture, The Frick Collection, New York (2019)[13];
- JR. Déplacé∙e∙s, Gallerie d'Italia, Torino (2023)[14];
- Moroni (1521-1580). Il ritratto del suo tempo, con Simone Facchinetti, Gallerie d'Italia, Milano (2023)[15];
- Ai Weiwei. Who am I?, Palazzo Fava, Bologna (2025)[16];
- Valerio Berruti. More than kids, con Nicolas Ballario Fondazione Ferrero, Alba (2025)[17].

Dal 2018 è membro del comitato scientifico della Fondazione Ferrero di Alba.

## Fondazione Palazzo Strozzi
Nel 2014 la Fondazione Palazzo Strozzi inizia una ricerca internazionale per trovare un nuovo Direttore Generale. Il 26 novembre 2014 la Fondazione annuncia il cambio di direzione con Arturo Galansino, che avviene il 15 marzo 2015. La sua direzione è marcata da una programmazione fortemente contemporanea, con importanti progetti monografici proposti con un linguaggio accessibile e incentrati su temi attuali. Parallelamente, sono organizzate grandi mostre dedicate all'arte moderna e del Rinascimento, prodotte e organizzate in collaborazione con prestigiose istituzioni italiane e internazionali tra le quali i Musei del Bargello di Firenze, la Tate Modern di Londra e la Fondazione Solomon R. Guggenheim di New York.
Segno distintivo della sua direzione è un nuovo dialogo tra le opere di artisti contemporanei e l'architettura rinascimentale del palazzo, di cui sono un esempio le installazioni site specific Reframe di Ai Weiwei (2016), The Florence Experiment di Carsten Höller (2018), Thermodynamic Constellation di Tomás Saraceno (2020), La ferita di JR (2021), Machine Hallucinations - Renaissance Dreams di Refik Anadol (2022), Under the Weather di Olafur Eliasson (2022), Shy Society di DRIFT (2024).

### Mostre e interventi curati a Palazzo Strozzi
- Liu Xiaodong: Migrazioni (2016)[20];
- Ai Weiwei. Libero (2016)[21];
- Bill Viola. Rinascimento elettronico (2017)[22];
- The Florence Experiment (2018)[23];
- Marina Abramović. The Cleaner (2018)[24];
- Tomás Saraceno. Aria (2020)[25];
- Marinella Senatore. We Rise by Lifting Others (2020)[26];
- JR. La Ferita (2021)[27];
- American Art 1961-2001 (2021)[28] con Vincenzo de Bellis;
- Jeff Koons. Shine (2021)[29] con Joachim Pissarro;
- Let’s Get Digital! NFT e nuove realtà dell’arte digitale (2022)[30] con Serena Tabacchi;
- Olafur Eliasson: Nel tuo tempo (2022)[31];
- Reaching for the Stars. Da Maurizio Cattelan a Lynette Yiadom-Boakye (2023)[32];
- Yan Pei-Ming. Pittore di storie (2023)[33];
- Anish Kapoor. Untrue Unreal (2023)[34];
- Anselm Kiefer. Angeli caduti (2024)[35];
- DRIFT. Shy Society (2024)[36];
- Tracey Emin. Sex and Solitude (2025)[37];
- Giulia Cenci: the hollow men (2025)[38].

## Riconoscimenti
- Premio Columbus nel 2021 per la Cultura.
- L'Italia che ci onora, conferito dal Comitato dei Cento, nel 2024.